# När var hur
När var hur var den svenska upplagan av en allmän årsbok (ISSN 0347-3333) som gavs ut av Bokförlaget DN. Den första utgåvan gavs ut den 2 november 1944. Redigeringen avslutades 1 oktober och årsboken var en populär julklapp. Årtalet i titeln var det kommande årets, så att När var hur 2008 sammanfattade händelser från 1 oktober 2006 till 30 september 2007. Årsboken var indelad i ett tiotal avdelningar: årets händelser dag för dag, politik, ekonomi, samhälle, vetenskap, kultur, sport, faktaspecial och ett alfabetiskt register. Sverige-händelser märktes med "s". När var hur 2008, som utkom den 30 oktober 2007, var den sista som gavs ut. Den långvarigaste redaktören för verket var Bernt Erik Åke Himmelstedt, född den 4 juni 1944 i Södertälje stadsförsamling, Stockholms län, som ansvarade för årgångarna 1979–2000.

## Historik
Efter internationella förebilder grundades den danska årsboken Hvem Hvad Hvor 1933 av Harald Gyllstoff (1895–1960). Den utges av dagstidningen Politikens Forlag. Redaktionen övertogs senare av Bo Bramsen (1912–2002), som i november 1943 flydde till Sverige och tog med sig idén till Åhlén & Åkerlunds förlag, där Albert Bonnier Jr. godkände projektet. I november 1944 utkom den första utgåvan av När var hur, med årtalet 1945 i titeln och omfattande 530 sidor, i 38 000 exemplar som såldes slut på 14 dagar för kr. 5:75. En ny upplaga om 10 000 exemplar trycktes i januari 1945. Bramsen flydde under tiden vidare till London och började förbereda Danmarks befrielse från tysk ockupation. Från 1948 gavs årsboken ut av Bokförlaget Forum. De 50 första årgångarna hade en sammanlagd upplaga om 4,5 miljoner exemplar. Det klassiska formatet var 12 x 17 cm och 3 cm tjock. Med årgång 2001 övertogs utgivningen av Bokförlaget DN, varvid också storleken ökade. Motsvarande norska verk är Hvem Hva Hvor (sedan 1936) och finska Mitä Missä Milloin (sedan 1950).
Den femtionde årgången, 1994, innehöll ett 50-årsregister och en historik över När var hur där också flera årsbokssamlare kommer till tals. Den tjugofemte årgången, 1969, innehöll en historik som beskriver det nordiska samarbetet och När var hur-serien. Årgång 1954 och 1967 innehöll register omfattande 1945–1954 respektive 1955-1967.
Från 1949 utgav Bokförlaget Forum även andra faktaböcker i När var hur-serien. Ofta citerade i Wikipedia är Filosofilexikonet (1988; ny upplaga 1997) och Litteraturhandboken (1952; 6:e upplagan 1999). Tidiga bestsellers i serien var Gröna visboken (1949), Kortoxen (1957) och Mammas När var hur. Tidiga svenska upplagor (exempelvis 1973) av Guinness rekordbok kom ut i serien, under namnet Först och störst.

## Redaktörer
| Årgång           | Redaktör                           |
| ---------------- | ---------------------------------- |
| 1945             | Bo Bramsen                         |
| 1946-1950        | Erland von Hofsten och Jan Cornell |
| 1951             | Klas Ralf                          |
| 1952             | Tage Nilsson (redaktör)            |
| 1953             | Sven-Olof Sundborg                 |
| 1954             | Lennart Oldenburg                  |
| 1955             | Gunnar Jedenius                    |
| 1956, 1958, 1961 | Gunvor Grenholm                    |
| 1957             | Gösta Åberg                        |
| 1959-1960        | Ulf Staberg                        |
| 1962-1963        | Bertil Almgren                     |
| 1964             | Helen Böhm                         |
| 1965-1966        | Claes Dymling                      |
| 1967             | Fredrik Strandberg                 |
| 1968             | Peter Gumbel                       |
| 1969-1970        | Michael Kolterjahn                 |
| 1971, 1973-76    | Trygve Carlsson                    |
| 1972             | Lars Chroel Sandström              |
| 1977             | Trygve Carlsson och Anita Sandberg |
| 1978             | Anita Sandberg                     |
| 1979-2000        | Bernt Himmelstedt                  |
| 2001-2004        | Ola Wallin                         |
| 2005-2008        | Inger Östman                       |